# Kaltenhof (Simmelsdorf)
Kaltenhof ist ein Gemeindeteil der Gemeinde Simmelsdorf im Landkreis Nürnberger Land (Mittelfranken, Bayern). Kaltenhof liegt in der Gemarkung Hüttenbach.

## Geografie
Die Einöde liegt am Rande einer Hochebene der Hersbrucker Alb, die unmittelbar westlich in das Tal der Haunach abfällt. Eine Gemeindeverbindungsstraße führt nach Hüttenbach (0,8 km südöstlich) bzw. nach Oberwindsberg (1,3 km westlich).

## Geschichte
Die erste Erwähnung von Kaltenhof war im Jahr 1487.
Mit dem Gemeindeedikt wurde Kaltenhof im Jahr 1808 dem Steuerdistrikt Hüttenbach und der Ruralgemeinde Hüttenbach zugewiesen. Im Zuge der Gebietsreform in Bayern wurde Kaltenhof am 1. Januar 1972 nach Simmelsdorf eingegliedert.